# Gerald (motorfiets)
Gerald is een Frans historisch merk van motorfietsen.
De bedrijfsnaam was: Ets. Motos Gérald, Paris.
Motos Gérald begon in 1927 met de productie van kleine series motorfietsen, met een tamelijk ruim aanbod. Men gebruikte 100- en 175cc-Aubier Dunne-inbouwmotoren, maar later ook 248 cc JAP-kopkleppers en 348- en 498 cc Chaise-motoren. De constructeur was Charles Gérald.
De productie werd rond 1932 beëindigd.